# Burkhard Gantenbein
Burkhard Gantenbein (12. juli 1912 – 27. august 2007) var en schweizisk håndboldspiller som deltog under Sommer-OL 1936.
Han var en del af det schweiziske håndboldlandshold, som vandt en bronzemedalje. Han spillede i to kampe.